# Championnats d'Europe de course en montagne 2019
Navigation
2018 2022
Les championnats d'Europe de course en montagne 2019 sont une compétition de course en montagne qui se déroule le 7 juillet 2019 à Zermatt dans le canton du Valais en Suisse. Il s'agit de la vingt-cinquième édition de l'épreuve. Les championnats ont lieu sur un parcours spécifique en marge du marathon de Zermatt.

## Résultats
La course seniors s'est disputée sur un parcours de 10,1 km comportant un dénivelé positif de 1 030 m et négatif de 45 m. Avec 79 coureurs au départ, la course masculine est remportée par le Britannique Jacob Adkin au terme d'un duel serré avec le Norvégien Stian Øvergaard Aarvik. La troisième marche du podium est âprement disputée entre l'Italien Xavier Chevrier et le Suisse Rémi Bonnet, à l'avantage du premier,. Le Royaume-Uni remporte pour la première fois le classement par équipes devant l'Italie et la Norvège.
La course féminine, avec 49 athlètes au départ, voit l'Autrichienne Andrea Mayr prendre la tête. La Suissesse Maude Mathys finit par la doubler pour aller décrocher son troisième titre. Le podium est complété par la Française Christel Dewalle,. Le classement par équipes féminin est remporté par l'Italie devant la France et la Suisse.
L'épreuve junior est disputée sur un circuit de 5,9 km pour 440 m de dénivelé positif et 75 m négatif, elle est remportée par le Britannique Joseph Dugdale et la Tchèque Barbora Havlíčková.

### Seniors
| Rang               | Athlète                | Pays        | Temps       |
| ------------------ | ---------------------- | ----------- | ----------- |
| Médaille d'or      | Jacob Adkin            | Royaume-Uni | 53 min 21 s |
| Médaille d'argent  | Stian Øvergaard Aarvik | Norvège     | 53 min 46 s |
| Médaille de bronze | Xavier Chevrier        | Italie      | 54 min 02 s |
| 4                  | Rémi Bonnet            | Suisse      | 54 min 13 s |
| 5                  | Cesare Maestri         | Italie      | 54 min 35 s |
| 6                  | Johan Bugge            | Norvège     | 54 min 45 s |
| 7                  | Robbie Simpson         | Royaume-Uni | 54 min 49 s |
| 8                  | Manuel Innerhofer      | Autriche    | 54 min 57 s |

| Rang               | Pays                                                                                                 | Points |
| ------------------ | --- | ------ |
| Médaille d'or      | Royaume-Uni Jacob Adkin (1er) Robbie Simpson (7e) Andrew Douglas (9e) Sebastian Batchelor (18e)      | 17     |
| Médaille d'argent  | Italie Xavier Chevrier (3e) Cesare Maestri (5e) Martin Dematteis (10e) Nadir Cavagna (47e)           | 18     |
| Médaille de bronze | Norvège Stian Øvergaard Aarvik (2e) Johan Bugge (6e) Håkon Skarsholt (15e) Torstein Tengsareid (20e) | 23     |

| Rang               | Athlète           | Pays        | Temps           |
| ------------------ | ----------------- | ----------- | --------------- |
| Médaille d'or      | Maude Mathys      | Suisse      | 1 h 00 min 18 s |
| Médaille d'argent  | Andrea Mayr       | Autriche    | 1 h 01 min 19 s |
| Médaille de bronze | Christel Dewalle  | France      | 1 h 02 min 48 s |
| 4                  | Sarah Tunstall    | Royaume-Uni | 1 h 03 min 33 s |
| 5                  | Elisa Sortini     | Italie      | 1 h 04 min 13 s |
| 6                  | Stefanie Doll     | Allemagne   | 1 h 04 min 21 s |
| 7                  | Valentina Belotti | Italie      | 1 h 05 min 06 s |
| 8                  | Simone Troxler    | Suisse      | 1 h 05 min 16 s |

| Rang               | Pays                                                                                         | Points |
| ------------------ | -------------------------------------------------------------------------------------------- | ------ |
| Médaille d'or      | Italie Elisa Sortini (5e) Valentina Belotti (7e) Alessia Scaini (10e) Erica Ghelfi (26e)     | 22     |
| Médaille d'argent  | France Christel Dewalle (3e) Élise Poncet (11e) Anaïs Sabrié (12e) Blandine L'Hirondel (25e) | 26     |
| Médaille de bronze | Suisse Maude Mathys (1re) Simone Troxler (8e) Victoria Kreuzer (22e) Theres Leboeuf (31e)    | 31     |

### Juniors
| Rang               | Athlète          | Pays        | Temps       |
| ------------------ | ---------------- | ----------- | ----------- |
| Médaille d'or      | Joseph Dugdale   | Royaume-Uni | 28 min 48 s |
| Médaille d'argent  | Alain Cavagna    | Italie      | 28 min 54 s |
| Médaille de bronze | Ramazan Yorulmaz | Turquie     | 28 min 57 s |

| Rang               | Pays                                                                                        | Points |
| ------------------ | ------------------------------------------------------------------------------------------- | ------ |
| Médaille d'or      | Royaume-Uni Joseph Dugdale (1er) Matthew Mackay (4e) Euan Brennan (5e) Ben Bergstrand (15e) | 10     |
| Médaille d'argent  | Turquie Ramazan Yorulmaz (3e) Samet Demir (7e) Islam Adli (10e) Cuma Öztürk (17e)           | 20     |
| Médaille de bronze | Italie Alain Cavagna (2e) Luca Merli (11e) Alessandro Crippa (16e) Massimo Zucchi (22e)     | 29     |

| Rang               | Athlète            | Pays     | Temps       |
| ------------------ | ------------------ | -------- | ----------- |
| Médaille d'or      | Barbora Havlíčková | Tchéquie | 32 min 20 s |
| Médaille d'argent  | Angela Mattevi     | Italie   | 33 min 11 s |
| Médaille de bronze | Ruken Tek          | Turquie  | 34 min 42 s |

| Rang               | Pays                                                                                                 | Points |
| ------------------ | --- | ------ |
| Médaille d'or      | Italie Angela Mattevi (2e) Katia Nana (7e) Ella Pastorelli (11e) Chiara Sclavo (34e)                 | 20     |
| Médaille d'argent  | Turquie Ruken Tek (3e) Ezgi Kaya (8e) Seher Karakoç (19e) Öznur Tatar (27e)                          | 30     |
| Médaille de bronze | Roumanie Alexia Hecico (4e) Irina Alice Bordeanu (14e) Loredana Viziteu (15e) Bianca Apetroaie (29e) | 33     |